# Arló
Arló (szlovákul: Orlov) nagyközség Borsod-Abaúj-Zemplén vármegyében, az Ózdi járásban.

## Fekvése
Ózdtól 3 kilométerre délre, Miskolctól körülbelül 60 kilométerre nyugatra, a Hódos-patak völgyében, tagolt, dombsági területen fekszik a településen keresztülhaladó 25-ös főút, valamint az abból, annak 62+300-as kilométerszelvényénél északnyugati irányba, Borsodszentgyörgy felé kiágazó 23 114-es út találkozásánál. Szomszédos települések Ózdon kívül: délre Járdánháza 3 km-re, északnyugatra Borsodszentgyörgy 6 km-re.
Az Arlói-tó a 20. század elején keletkezett: a bányászati tevékenység következtében a Csahó-hegy homokkőrétegei elmozdultak, és a suvadás elzárta a patak útját, 8,5 hektáros tavat hozva létre.

## Nevének eredete
Neve feltehetően a sast jelentő ószláv orlov szóból származik.

## Története
A település a 11. században jött létre, ekkor a Miskolc nemzetség birtoka volt. Első fennmaradt írásos említése (Arlo) 1268-ból való.
Az első lakosok fakitermeléssel és szénégetéssel foglalkoztak. A 17. században cigányok vándoroltak be a településre, ma a falu lakosságának 50%-át ők alkotják.
Fényes Elek XIX. századi leírása szerint: „Arló, magyar falu, Borsod vármegyében, melly Nagy- és Egyházas-Arló külön határral biró helyekből olvadt össze, Miskolczhoz 3 3/16 u. p. Putnokhoz 1 4/16 állomásra, a Bikk-hegy alacsonyabb vidékén. Lakja 1184 lak., kik többnyire r. katholikusok, helybeli igen régi templommal és pappal. A határ egész kiterjedése a hozzátartozó Gyepesi pusztát is hozzáértve 10728 3/4 hold; mellyből belsőség 93 h., szántóföld 1975 hold, rét 980 h., erdő 7680 3/4 hold. Egész urbéri telek 28 3/4, s ezután szántóföld 700, rét 300 hold. Földje agyagos és második osztálybeli; terem buzát, rozsot, zabot, tenkelyt, kukoriczát. A határban több helyt van kőszén és kőbánya. Birtokosok: Jankovich Antal, Jekelfalusi József, id. Somosközy Ferencz, Plathy Gáborné, Leszkáry Miklós, gr. Bethlen Krisztina, Helebrant, Susay, Losonczy, Csomós, Holló, Csák, Csépányi, Vas, Kocziány, Kolosy, Pap, Bárdos s Martos családok.”
A falu népessége az ipartelepítések korától egyre nagyobb növekedésnek indult az ózdi és borsodnádasdi üzemek közelségének köszönhetően.
A nehézipar válsága Arlót is érintette, a népesség emiatt az 1990-es évektől csökkenni kezdett, sokan elvándoroltak Miskolcra és más városokba. A munkaképes korú férfiak jelentős része Miskolcra, Eger környékére vagy akár Budapestre ingázik.
1994-ben telepedtek le a faluban Szent Ferenc Kisnővérei, azóta segítik a rászoruló családokat az Elfogadlak Alapítványon keresztül, elsősorban a gyermekek tanulmányainak támogatásával. 2020 nyarától a Jézus Társasága romamissziót indított a település két szegregátumában (Kisfalun és Csahón) Jezsuita Jelenlét Arló néven. A jelenlét a Felzárkózó Települések kormányzati program keretében működik, célja „a családok segítése: a munkanélküliségből, hiányos iskolázottságból, lakhatási szegénységből és az öröklött, tanult tehetetlenségből való szabadulás”, módszertani alapját pedig a Magyar Máltai Szeretetszolgálat Jelenlét Programja adja. 2021 októberében készült el a Jelenlét Ház, ahol baba-mama foglalkozásokat, iskolásoknak korrepetálást, tánc- és zenetanítást tartanak, segítenek a mindennapi ügyintézésben, illetve mosási és fürdési lehetőséget biztosítanak.

## Közélete

### Polgármesterei
- 1990–1994: Zsigrai Árpád (MDF-FKgP)[9]
- 1994–1998: Zsigrai Árpád (Konzervatív Koalíció)[10]
- 1998–2002: Zsigrai Árpád (független)[11]
- 2002–2006: Zsigrai Árpád (független)[12]
- 2006–2010: Zsigray Árpád (független)[13]
- 2010–2013: Zsigray Árpád (független)[14]
- 2013–2014: Vámos István Józsefné dr. (független)[15][16]
- 2014–2019: Vámos István Józsefné dr. (Fidesz-KDNP)[17]
- 2019–2024: Vámos Istvánné dr. (Fidesz-KDNP)[18]
- 2024– : Vámos Istvánné dr. (függeetlen)[1]

A településen 2013. április 21-én időközi polgármester-választást tartottak, az előző polgármester lemondása miatt.

## Népesség
A település népességének változása:
| Lakosok száma | 3853 | 3807 | 3554 | 3499 | 3553 | 3573 | 3514 |
|               | 2013 | 2014 | 2018 | 2021 | 2022 | 2023 | 2024 |

2001-ben a településen a lakosságának 70%-át magyar, a 30%-át cigány származású  emberek alkották. Ezenkívül 4 szlovák is élt a településen.
A 2011-es népszámlálás során a lakosok 86,1%-a magyarnak, 19,9% cigánynak mondta magát (13,6% nem válaszolt; a kettős identitások miatt a végösszeg nagyobb lehet 100%-nál). A vallási megoszlás a következő volt: római katolikus 66,7%, református 1%, görögkatolikus 0,5%, felekezet nélküli 7,5% (22,5% nem válaszolt).
2022-ben a lakosság 91,6%-a vallotta magát magyarnak, 9,3% cigánynak, 0,3% németnek, 0,1-0,1% örménynek, szlováknak, görögnek és lengyelnek, 0,8% egyéb, nem hazai nemzetiségűnek (8,4% nem nyilatkozott; a kettős identitások miatt a végösszeg nagyobb lehet 100%-nál). Vallásuk szerint 54,9% volt római katolikus, 0,5% református, 0,5% görög katolikus, 1,7% egyéb keresztény, 0,1% evangélikus, 10,9% felekezeten kívüli (30,6% nem válaszolt).

## Látnivalók, programok
- Késő barokk stílusú római katolikus plébániatemplom>, műemlék, Szent Mihály tiszteletére szentelve
- Arlói-tó: a szép természeti környezetben fekvő, suvadással létrejött tó ma fürdő- és horgászvíz. Partján víkendházak, horgászkalyibák állnak.[4]
- Tájház
- Kézművestábor minden július elején

## Testvértelepülések
- Nyustya (Hnúšťa), Szlovákia
- Korond (Corund), Románia
- Beretke (Bretka), Szlovákia